# Рајмлинген
Рајмлинген (њем. Reimlingen) општина је у њемачкој савезној држави Баварска. Једно је од 43 општинска средишта округа Донау-Рис. Према процјени из 2010. у општини је живјело 1.342 становника. Посједује регионалну шифру (AGS) 9779203.

## Географски и демографски подаци
Рајмлинген се налази у савезној држави Баварска у округу Донау-Рис. Општина се налази на надморској висини од 438 метара. Површина општине износи 9,5 km². У самом мјесту је, према процјени из 2010. године, живјело 1.342 становника. Просјечна густина становништва износи 141 становника/km².

## Међународна сарадња
| Мјесто | Држава    | Врста сарадње | Од    |
| ------ | --------- | ------------- | ----- |
| Бургеј | Француска | партнерство   | 1976. |
| Извор  |           |               |       |